# Antoine Bibesco
Antoine Bibesco (en rumano: Prințul Anton Bibescu; París, 19 de julio de 1878-2 de septiembre de 1951) fue un aristócrata, abogado, diplomático y escritor rumano.

## Biografía
Fue hijo del príncipe Alexandre Bibesco, el último hijo sobreviviente del duque de Valaquia y su esposa, Elena Epureanu, hija de Manolache Costache Epureanu, ex primer ministro de Rumania. Aunque criado en el 69, Rue de Courcelles, en París, Antoine continuó cuidando las propiedades de la familia Bibesco en Craiova hasta después de la Segunda Guerra Mundial.
De joven, el célebre salón de París de su madre, la princesa Hélène Bibesco, le dio la oportunidad de conocer a Charles Gounod, Claude Debussy, Camille Saint-Saëns, Pierre Bonnard, Édouard Vuillard, Aristide Maillol, Anatole France y Marcel Proust, entre muchos otros notables. Tanto su padre como su madre encargaron obras de arte y música (sobre todo a Edgar Degas y George Enescu) y Antoine continuó esta tradición familiar, en particular a través de su amistad con Vuillard.
Marcel Proust se convirtió en un amigo íntimo y compartía un idioma secreto en el que Marcel era Lecram y los Bibesco eran Ocsebib. Antoine hizo un esfuerzo concertado para que André Gide y la Nouvelle Revue Française publicaran Du Côté de Chez Swann de Proust (en el que, se dice, Bibesco fue el modelo para Robert de St. Loup ), pero fracasó en ese esfuerzo. Hacia el final de la vida de Proust, Bibesco, que era un gran narrador, era un oído externo para el escritor solitario. Posteriormente publicó Cartas de Marcel Proust a Antoine Bibesco.
Bibesco, aunque no fue un escritor prolífico, fue autor de varias obras de teatro en francés y tuvo al menos un éxito estadounidense. En 1930, su obra Ladies All se representó en Broadway en el Teatro Morosco, con 140 funciones. También tradujo Weekend de Noël Coward y Le Domaine de John Galsworthy al francés.

## Carrera diplomática
Habiendo servido anteriormente como consejero de las legaciones rumanas en París y Petrogrado, en 1914, el príncipe Antoine fue primer secretario de la legación rumana en Londres y en 1918 había entrado en el círculo de Herbert Henry Asquith (ex primer ministro liberal). En este momento estaba en una relación con la escritora Enid Bagnold, pero sus afectos por ella fueron reemplazados por los que comenzó a sentir por la joven de veintiún años Elizabeth Asquith (él tenía 40 en ese momento).
Margot Asquith, su madre, pensó que sería una influencia estabilizadora para su hija. "Qué caballero es. Ninguno de mi familia son caballeros así; sin reproducción, ya sabes", escribió.

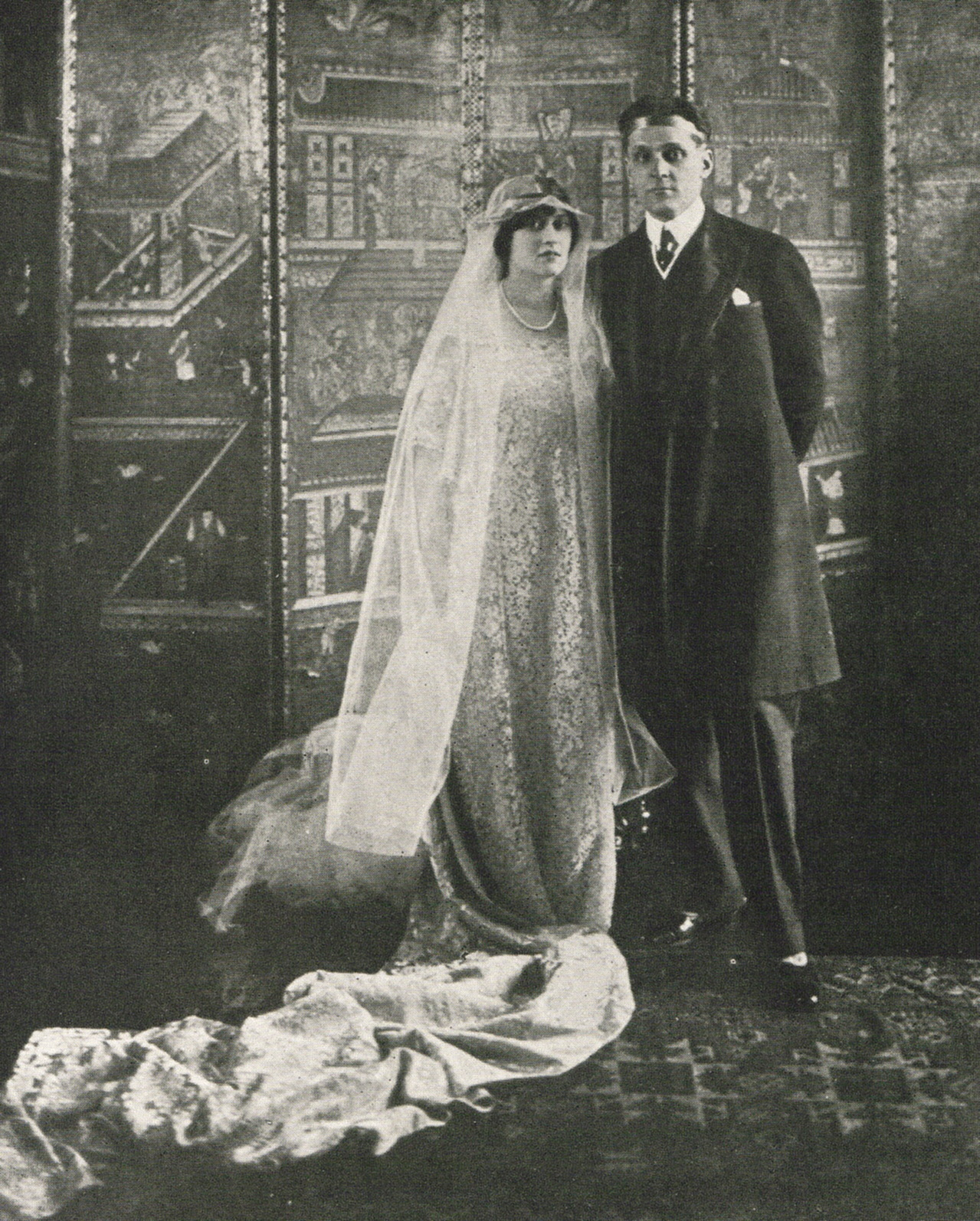
Príncipe y princesa Bibesco, 1919

El matrimonio se celebró en la Iglesia de Santa Margarita, Westminster, el 29 de abril de 1919. Fue el evento de sociedad del año, al que asistieron todos, desde la reina Alexandra hasta George Bernard Shaw . Su única hija, Priscilla, nació en Londres en 1920; murió en París en 2004.
Aparentemente, el matrimonio no cambió las formas de mujeriego de Antoine. Rebecca West (con quien tuvo una breve aventura en 1927) lo llamó "un atleta de tocador". Mientras asistía a una fiesta en la embajada francesa en Londres y miraba alrededor de la sala, West se dio cuenta de que todas las mujeres presentes habían sido sus amantes en un momento u otro.
Antoine continuó su carrera diplomática en Washington D. C. (1920-1926) como Ministro de la Legación Rumana (la actual Embajada de Rumania en Washington DC se utilizó por primera vez como tal durante su mandato) y en Madrid (1927-1931).
En 1936, después de que el primer ministro rumano Gheorghe Tătărescu destituyera a Nicolae Titulescu como ministro de Asuntos Exteriores y retirara a casi todos los diplomáticos rumanos, el príncipe Bibesco tuvo la poco envidiable responsabilidad de asegurar al Reino Unido y a Francia que Rumanía no estaba cayendo en las garras del fascismo.
Los años de la Segunda Guerra Mundial los pasó en Rumania, donde murió su esposa (1945) y cuando, después de la guerra, los comunistas confiscaron sus propiedades, abandonó su país para no volver jamás. Bagnold, en su autobiografía, habla de contrabando de plata sin saberlo a través del Canal de la Mancha para él después de la guerra. Murió en 1951 y fue enterrado en París.

## enlaces externos
- Wikimedia Commons alberga una categoría multimedia sobre Antoine Bibesco.
- «Prince Antoine Bibesco (1878–1951)».

- Datos: Q2853679
- Multimedia: Antoine Bibesco / Q2853679